# ۴٬۴'-بی‌پیریدین
۴،۴'-بی‌پیریدین (به انگلیسی: 4,4'-Bipyridine) با فرمول شیمیایی C۱۰H۸N۲ یک ترکیب شیمیایی است. که جرم مولی آن ۱۵۶٫۱۹ g/mol می‌باشد. 